# Hans Baur
Johann Peter Baur, detto Hans (Ampfing, 19 giugno 1897 – Herrsching, 17 febbraio 1993), è stato un generale tedesco delle SS, pilota personale di Adolf Hitler.

## Biografia
È stato il pilota del leader della Germania nazista Adolf Hitler già durante le campagne politiche negli anni '20 e negli anni '30. Successivamente dal 1932 divenne il pilota personale di Hitler e comandante dello squadrone Reichsregierung. Fino al 1945 trasportò sul suo aereo molti personaggi illustri: dal nunzio apostolico a Monaco, Eugenio Pacelli, futuro papa Pio XII, al maestro Arturo Toscanini, a tutti i più importanti gerarchi nazisti, compreso Joachim von Ribbentrop quando nell'agosto nel 1939 volò a Mosca per firmare con Molotov il celeberrimo patto.
Dal 20 aprile 1945 rimase con Hitler nel bunker della Cancelleria e fu testimone delle sue ultime ore. Catturato dai Sovietici alla fine della seconda guerra mondiale in Europa, ha trascorso dieci anni di prigionia in Unione Sovietica prima di essere ceduto ai Francesi il 10 ottobre 1955, che lo tennero in carcere fino al 1957.
Nel 1971 ha scritto un libro di memorie, "Con i potenti tra il cielo e la terra" (orig. Mit Mächtigen Zwischen Himmel und Erde).